# در جنگ (فیلم ۲۰۰۸)
در جنگ (به انگلیسی: On War) فیلمی فرانسوی محصول سال ۲۰۰۸ و به کارگردانی برتران بونلو است. در این فیلم بازیگرانی همچون ماتیو آمالریک، آزیا آرجنتو، گیوم دوپاردیو، کلوتید امه، لئا سیدو، میشل پیکولی، اورور کلمان، الینا لوونسن، لوران لوکا و ونسان مکنی ایفای نقش کرده‌اند.